# Парафраз
Парафра́з (переска́з, парафра́за, парафра́зис, от др.-греч. παράφρασις — «пересказ») — изложение текста своими словами.
«Парафразами» называют разные виды переработки текста (в частности, литературного произведения): подробное объяснение краткого текста, сокращённое изложение большого текста (адаптация), упрощённое изложение трудного для понимания текста с краткими разъяснениями, переложение прозаического текста в стихи, переложение стихов в прозу. «Парафразом» также могут называть частичный пересказ текста.
«Парафразом» называют, в частности, особый, учебный тип комментария к теоретическому тексту, который представляет собой близкое к тексту изложение оригинала с объяснением. Фемистий, — древнегреческий комментатор Аристотеля, изобрёл этот тип комментариев. Его парафразы были предназначены для того, чтобы читать их параллельно с соответствующими текстами Аристотеля.

## Примеры
В качестве примера парафразов-адаптаций можно привести предназначенные для детей издания больших по объёму художественных произведений: известны пересказы «Тысяча и одна ночь», «Дон Кихота» М. де Сервантеса, «Робинзона Крузо» Д. Дефо, «Гаргантюа и Пантагрюэля» Франсуа Рабле.

### Стихотворный парафраз
Известен стихотворный парафраз Евангелия от Иоанна, написанный древнегреческим поэтом Нонном из Хмима.
Примером стихотворного парафраза в русской литературе являются многочисленные стихотворные переложения псалмов, одно из наиболее известных — «Три оды Парафрастические» (1743, опубликованы 1744). В этой книге В. К. Тредиаковский, М. В. Ломоносов и А. П. Сумароков соревновались в написании стихотворного переложения 143-го псалма для выяснения того, какой стихотворный размер больше всего подходит для произведений высокого «штиля». Ломоносов и Сумароков переложили псалом ямбом, Тредиаковский — хореем.
Также большой резонанс в русскоязычном мусульманстве вызвал стихотворный парафраз Корана на русском языке, сделанный В. М. Пороховой в 1991 году.

### Музыкальный парафраз
Музыкальный парафраз — произведение свободной формы, написанное на музыкальную тему из произведения другого автора, а также на народные мелодии. Чаще всего в парафразе оригинал излагают в изменённом и облегчённом стиле, предназначенном для лёгкого восприятия, может быть использован целый ряд изменений, дополнений или сокращений. В классической и академической музыке парафразы помещают оригинальную тему в новые жанровые или стилистические условия. Парафраз часто использовали в музыке XIX века в качестве салонного фортепианного жанра. Известны парафразы Листа на темы произведений Вагнера, П. И. Чайковского, народные мелодии. Популярны современные парафразы Ванессы Мэй. Также парафразы очень широко распространены в современных направлениях джаза — многие известные джазовые музыканты и коллективы в рамках музыкальных экспериментов создают, исполняют и выпускают на альбомах композиции разной степени сложности на основе классических произведений, народной музыки, популярных эстрадных песен, музыки из фильмов, а также ранних джазовых стандартов.